# قائمة مواقع التراث العالمي في تركيا

مواقع التراث العالمي هي معالم ترشّحها لجنة التراث العالمي في اليونسكو لتُدرَج ضمن برنامج مواقع التراث العالمي الذي تديره اليونسكو. هذه المعالم قد تكون طبيعية، كالغابات وسلاسل الجبال، ثقافية أو من صنع الإنسان، كالبنايات والمدن. ويعتمد الاختيار على عشرة شروط، ستة منها ثقافية (الشروط الستة الأولى) وأربعة طبيعية (الشروط الأربعة المتبقية)؛ وفي بعض الأحيان يطابق الموقع المختار ضمن اللائحة المعايير الثقافية والطبيعية معاً.
وبحسب معاهدة مواقع التراث العالمي يحق لأي بلد عضو في اليونسكو ترشيح المواقع الطبيعية والثقافية لتوضع على لائحة التراث العالمي؛ تُصوِّت لجنة التراث العالمي على اختيار الموقع، شرط أن يكون مستوفيا لواحد من الشروط العشرة على الأقل.
قبلت تركيا الإتفاقية في 16 مارس/آذار، 1983، مما جعل مواقعها التاريخية مؤهلة لإدراجها في القائمة. أعتباراً، من عام 2018، هناك ثمانية عشر موقعاً للتراث العالمي في تركيا، بما في ذلك ستة عشر موقعاً ثقافياً وموقعين مختلطين.
أول ثلاث مواقع أدرجت في تركيا، هي المسجد الكبير ومشفى ديوريجي، المناطق التاريخية في إسطنبول، ومتنزه غوريم الوطني ومواقع كبادوس الصخرية في القائمة في الدورة التاسعة للجنة التراث العالمي التي عقدت في باريس بفرنسا عام 1985. وفي أخر عام 2017 تم إضافة أفروديسياس إلى القائمة.

## دليل
الجدول هناك فرز بواسطة الضغط على  في أعلى العمود المناسب؛ فرز على حسب، الأبجدية، الاسم، المساحة، المنطقة، السنة.
الاسم؛ كما أدرجته لجنة التراث العالمي
الموقع؛ اسم المدينة أو المقاطعة أو الدولة أو الأقليم.
معيار؛ فئة الموقع
المساحة؛ يتم كتابة المساحة في هكتار، وفدان، إذا كان متوفراً، ويعني صفر أنه لم تنشر اليونسكو أية بيانات عنه.
السنة؛ تكتب السنة التي تم إدراج الموقع في قائمة التراث العالمي.
الوصف؛ معلومات موجزة عن الموقع، بما في ذلك أسباب تعرض الموقع للخطر، إن أمكن.

## القائمة
| الاسم                                            | الصورة                                                                           | الموقع                                                                                    | المعيار                      | المساحة هكتار (فدان)                     | السنة | الوصف | المصادر |
| ------------------------------------------------ | -------------------------------------------------------------------------------- | ----------------------------------------------------------------------------------------- | ---------------------------- | ---------------------------------------- | ----- | --- | ------- |
| طروادة                                           | Ruined walls.                                                                    | محافظة جنق قلعة، تركيا · 39°57′23″N 26°14′20″E / 39.95639°N 26.23889°E                    | ثقافي: (ii)(iii)(vi)         | 158 (390)                                | 1998  | طروادة مدينة قديمة في آسيا الصغرى (مدينة جنق قلعة -تركيا الآن)، ذاعت شهرتها من خلال أساطير الإغريق الأوائل، وتُدعى أيضا “إلْيُوم”. وتحتل طروادة مكانة ضمن قائمة “اليونسكو” منظمة الأمم المتحدة للتربية والعلم والثقافة. وطروادة مدينة تاريخية قديمة تقع في منطقة الأناضول، ازدهرت هذه المدينة في الألف الثالث قبل الميلاد. وقد اشتهرت قصة حصان طروادة الخشبي الذي اختبأ داخله الجنود الإسبرطيون، وتسلّلوا ليلا لفتح أبواب المدينة أمام جيوش الملك مينلاوس، ملك إسبرطة بقيادة أخيه أجاممنون، الذي حاصر المدينة المنيعة، ردحا من الزمن، يقارب العشر سنوات، وما كان من الممكن إسقاطها إلا بالخدعة.                                                                  | [ 8 ]   |
| بورصة وكوماليكيزيك: ولادة الإمبراطورية العثمانية |                                                                                  | مدينة بورصة وقرية كوماليكيزيك، بورصة، تركيا · 40°11′5″N 29°3′44″E / 40.18472°N 29.06222°E | ثقافية: (i)(ii)(iii)(iv)(vi) | 193 (480)                                | 2014  | هذه الممتلكات هو ترشيح تسلسلي من ثمانية مواقع في مدينة بورصة وقرية كوماليكيزيك المجاورة، في منطقة مرمرة الجنوبية، ويوضح الموقع إنشاء نظام حضري وريفي ينشئ للإمبراطورية العثمانية في أواقل القرن الرابع عشر. وتجسد الممتلكات المهام الرئيسية للمنظمة الاجتماعية والأقتصادية للعاصمة الجديدة التي تطورت حول مركز مدني. وتشمل هذه المناطق التجارية الخانات والكليات (المؤسسات الدينية) التي تدمج المساجد والمدارس الدينية والحمامات العامة ومطبخ للفقراء، فضلاً عن قبر اورخان غازي. مؤسس الأسرة العثمانية. أحد الممتلكات خارج المركز التاريخي لبورصا هي قرية كوماليكزك، القرية الريفية الوحيدة من هذا النظام.                                                    | [ 10 ]  |
| قلعة ديار بكر والمشهد الثقافي لحدائق             |                                                                                  | محافظة ديار بكر، تركيا · 37°54′11″N 40°14′21″E / 37.90306°N 40.23917°E                    | ثقافية:(iv)                  | 5,212 (12,880)                           | 2015  | إن مدينة ديار بكر المحصنة والمشهد الثقافي المحيط بها، الواقعة على جرف من أعالي حوض نهر دجلة، هي جزء من المنطقة المسماة "الهلال الخصيب"، كانت مركزاً مهماً منذ العصر الهيللينستي، وخلال العصور الرومانية والساسانية والبيزنطية والإسلامية والعثمانية حتى الوقت الحاضر. ويضم الموقع هضبة آمد المعروفة باسم "إيكال" (القلعة الداخلية)، وأسوار مدينة ديار بكر التي يبلغ طولها 5,8 كم، بما تشمله من العديد من الأبراج والبوابات والدعامات، والنقوش البالع عددها 63 نقشاً التي تعود إلى عصور مختلفة، فضلاً عن حدائق هوسال، وهي عبارة عن رابطة خضراء بين المدينة ونهر دجلة الذي كان يوفر للمدينة الأغذية والمياه.                                                       | [ 12 ]  |
| مدينة سفرنبلو                                    | White houses with red tile roofs on a hillside.                                  | مدينة وحي سفرنبلو، محافظة كارابوك، تركيا · 41°15′36″N 32°41′23″E / 41.26000°N 32.68972°E  | ثقافي: (ii)(iv)(v)           | 193 (480)                                | 1994  | من القرن الثامن وحتى ظهور السكة الحديد في مطلع القرن العشرين، شكلت سفرنبلو محطة هامة للقوافل على الطريق التجارية الرئيسة بين الشرق والغرب. وقد تم بناء مسجدها القديم وحماماتها ومدرسة سليمان باشا عام 1322. وإذ بلغت المدينة أوجها في القرن السابع عشر، أثرت هندستها في تطور التخطيط المدني لجزء كبير من الإمبراطورية العثمانية. | [ 14 ]  |
| المسجد الكبير ومشفى ديوريجي                      | Low building of reddish stone with a prominent decorated entrance.               | مدينة وحي ديوريجي، محافظة سيواس، تركيا · 39°22′25″N 38°7′25″E / 39.37361°N 38.12361°E     | ثقافي: (i)(iv)               | 2,016 (4,980)                            | 1985  | في هذه المنطقة من الأناضول التي دخلها الأتراك في مطلع القرن الحادي عشر، أسس الأمير أحمد شاه عامي 1228 و1229 مسجداً مزوداً بقاعة للصلاة فريدة من نوعها تعلوها قبتان ومستشفى مجاوراً للمسجد. أما تقنية بناء القبب المتطورة جداً والنحت التزييني الخلاق والفني الذي يميز الأبواب الثلاثة بشكل خاص ويتناقض مع صرامة السور فيضفيان طابعاً بالغ التميّز على هذه التحفة الهندسية الإسلامية. | [ 16 ]  |
| أفسس                                             |                                                                                  | الأناضول، تركيا · 37°55′45″N 27°21′34″E / 37.92917°N 27.35944°E                           | ثقافي: (iii)(iv)(vi)         | 662 (1,640)                              | 2015  | تقع مدينة أفسس عند المصب القديم لنهر كيستر وتشمل منشآت بُنيت تدريجياً في مواقع جديدة خلال فترة عمد فيها سكان الساحل إلى الانتقال إلى المنطقة الغربية. وحذا اليونانيون والرومان لاحقاً حذو هؤلاء السكان، إذ كشفت عمليات التنقيب عن وجود آثار عظيمة تعود إلى عصر الإمبراطورية الرومانية، ومنها مكتبة سيلسوس والمسرح الكبير. ولم يبق سوى القليل من آثار معبد أرتميس الشهير الذي يُعتبر من "عجائب العالم السبع" والذي كان يزوره حجاج من كل بلدان حوض البحر الأبيض المتوسط. وتُعد مدينة أفسس القديمة مثالاً استثنائياً على مدينة ساحلية تضم قناة بحرية وحوضاً لرسو السفن.                                                                                                 | [ 18 ]  |
| منتزه غوريم الوطني ومواقع كابادوس الصخرية        | White stone pinnacle rocks topped by a dark colored rock.                        | محافظة نوشهر في منطقة وسط الأناضول، تركيا · 38°40′0″N 34°51′0″E / 38.66667°N 34.85000°E   | مختلط: (i)(iii)(v)(vii)      | 9,576 (23,660)                           | 1985  | وسط مشهد أخاذ شكّله التآكل، يحتضن وادي غوريم وضواحيه أضرحة محفورة في الصخر تشكل شاهداً منقطع النظير على الفن البيزنطي في مرحلة ما بعد تحطيم الرموز الدينية، بالإضافة إلى مساكن وقرى خاصة بسكان الكهوف ومدن جوفية متبقية من موطن بشري تقليدي تعود بداياته إلى القرن الرابع. | [ 20 ]  |
| حتوساس: عاصمة الحيثين                            | Stone gate with sculpted lions.                                                  | محافظة جوروم، تركيا · 40°0′50″N 34°37′14″E / 40.01389°N 34.62056°E                        | ثقافي: (i)(ii)(iii)(iv)      | 268 (660)                                | 1986  | تشكل حاتوشا التي كانت العاصمة السابقة للإمبراطورية الحثية موقعاً اثرياً مميزاً بتنظيمه المدني وانماط الأبنية المحفوظة (من معابد ومساكن ملكية وتحصينات) وبغنى الزينة التي تزدان بها بوابة الأسود والبوابة الملكية وبمجمّع يازيليكايا المحفور في الصخر. وقد تركت المدينة اثراً بالغاً في كل من الأناضول وسوريا الشمالية في الألفية الثانية قبل الميلاد. | [ 22 ]  |
| هييرابوليس – باموق قلعة                          | Hanging white limestone wall.                                                    | محافظة دنيزلي، تركيا · 37°55′26″N 29°7′24″E / 37.92389°N 29.12333°E                       | مختلط: (iii)(iv)(vii)        | 1,077 (2,660)                            | 1988  | نشأت فوق تلة صخرية ترتفع إلى 200 متر وتشرف على السهل ينابيع محمّلة بالكلس شكلت في باموكال (وتعني "قصر القطن" بالتركية) منظراً خيالياً مؤلفاً من غابات معدنية وشلالات متحجرة وسلسلة من الأحواض الرخامية المتدرجة. وقد اختارت سلالة الأتاليين التي حكمت برغام هذا المكان لإقامة حمام هييرابوليس في نهاية القرن الثاني قبل الميلاد تقريباً. إلى ذلك، يشمل هذا الموقع أنقاض حمامات رومانية وهياكل ونصباً يونانية أخرى. | [ 24 ]  |
| المناطق التاريخية في إسطنبول                     | A large building with a square tower, three mosques and ten minarets near water. | مدينة أسطنبول ومحافظة إسطنبول، تركيا · 41°0′30″N 28°58′48″E / 41.00833°N 28.98000°E       | ثقافي: (i)(ii)(iii)(iv)      | 678 (1,680)                              | 1985  | شكلت مدينة إسطنبول نقطة إستراتيجية في شبه جزيرة البوسفور بين البلقان والأناضول والبحر الأسود والبحر المتوسط، وقد ارتبطت بأحداث سياسية ودينية وفنية هامة على مدى أكثر من 2000 سنة. وتشمل تحفها ميدان قسطنطين القديم لسباق الخيل وبازيليك آية صوفيا العائدة إلى القرن السادس ومسجد السليمانية العائد إلى القرن السادس عشر، وجميعها مهدد حالياً جرّاء الاكتظاظ السكاني والتلوث الصناعي والتنظيم المدني العشوائي. | [ 26 ]  |
| جبل نمرود                                        | Large sculpted heads of a bird and a human lying on the ground.                  | محافظة أديامان، تركيا · 38°2′12″N 38°45′49″E / 38.03667°N 38.76361°E                      | ثقافي: (i)(iii)(iv)          | 11 (27)                                  | 1987  | يشكل قبر الملك انتوشوز الأول (69 - 34 قبل الميلاد) الذي تربع على عرش مملكة كوماجين الناشئة شمال سوريا والفرات عقب انهيار إمبراطورية الاسكندر احدى الانجازات الأكثر ضخامة في العهد اليوناني. ويشهد كل من الطابع التوفيقي الذي يتسم به مدفن عظماء الأمة والبنوة الأسطورية اليونانية والفارسية لملوك كوماجين على الأصل المزدوج لثقافة هذه المملكة وجماليتها. | [ 28 ]  |
| تشاتال هويوك                                     | Excavations at the southern area of the site.                                    | منطقة وسط الأناضول، تركيا · 37°40′0″N 32°49′41″E / 37.66667°N 32.82806°E                  | ثقافي: (iii)(iv)             | 37 (91); منطقة عازلة 111 (270)           | 2012  | إحدى أقدم المدن المعروفة هي مدينة تشاتال هويوك في الأناضول في تركيا، حيث يعود تاريخها إلى ما قبل 6000 سنة قبل الميلاد، وتقع حاليا بالقرب من مدينة كونيا وسط تركيا. انضمت المدينة إلى قائمة التراث العالمي لليونسكو عام 2012. | [ 30 ]  |
| بيرغامون                                         |                                                                                  | برغاما، محافظة إزمير تركيا · 39°7′33″N 27°10′48″E / 39.12583°N 27.18000°E                 | ثقافي: (i)(ii)(iii)(iv)(vi)  | 333 (820); منطقة عازلة 477 (1,180)       | 2014  | تقع مدينة بيرغامون الأثرية القديمة بالقرب من مدينة برغاما المعاضرة. تعاقب الفرس والإغريق على حكم هذه المدينة في العصور القديمة، ثم بلغت المدينة أوجها حين أصبحت عاصمة لمملكة بيرغامون خلال الفترة الهلنستية تحت حكم الأتالية بين عامي 281-233 قبل الميلاد. | [ 31 ]  |
| جامع السليمية                                    | Large mosque with four minarets and a large dome of dark stone.                  | أدرنة، تراقيا الشرقية، تركيا · 41°40′40″N 26°33′34″E / 41.67778°N 26.55944°E              | ثقافي: (i)(iv)               | 2.50 (6.2); منطقة عازلة 38 (94)          | 2011  | بُني هذا الجامع في مدينة أدرنة العثمانية على شكل مربع تعلوه قبة كبيرة وتحيط به أربع مآذن رفيعة. واعتبر المعمار سِنان آغا الذي كان أشهر المعماريين العثمانيين في القرن السادس عشر أن هذا المجمع الذي يتألف من مدارس إسلامية وسوق مغطى وساعة كبيرة وساحة خارجية ومكتبة هو أهم أعماله على الإطلاق. ويشهد داخل الجامع المزين بقطع من فخار إزنيق تعود إلى فترة ازدهار هذه الصناعة الفخارية على فن لا نظير له حتى اليوم في استخدام هذه المادة. ويجسد المجمع التعبير الأكثر تناسقاً لمفهوم "الكلية"، وهو مصطلح في فن العمارة العثمانية يدل على مجموعة مباني تحيط بالجامع وتتم إدارتها كمنشأة واحدة.                                                                    | [ 33 ]  |
| أفروديسياس                                       |                                                                                  | الأناضول، تركيا · 37°42′30″N 28°43′25″E / 37.70833°N 28.72361°E                           | ثقافي: (ii)(iii)(iv)(vi)     | 1,040 (2,600); منطقة عازلة 1,522 (3,760) | 2017  | وتعد منطقة "أفروديسياس" من أهم المعالم الأثرية في تركيا، بتماثيلها المحفوظة جيداً، والنقوش، والأعمدة الحجرية، وتقع في ولاية "آيدن" جنوب غربي البلاد، وتُصنّف كواحدة من أقدم المدن التي تعود للعهدين اليوناني، والروماني، منذ الألفية الثانية ما قبل الميلاد، وحتى القرن السادس عشر بعد الميلاد. | [ 35 ]  |
| كسانتوس – ليتاؤون                                | Ruins of buildings and of an amphitheatre.                                       | موغلا وأنطاليا، تركيا · 36°20′6″N 29°19′13″E / 36.33500°N 29.32028°E                      | ثقافي: (ii)(iii)             | 126 (310); منطقة عازلة 63 (160)          | 1988  | يجسد هذا الموقع الذي يقوم مقام عاصمة ليشي مزيجاً من التقاليد الليشية والتأثير اليوناني بفنّه الجنائزي على نحو خاص. وتتسم الكتابات المدوّنة على النصب بأهمية كبرى للتعرف إلى تاريخ الليشيين ولغتهم الهند-أوروبية. | [ 37 ]  |
| مدينة آني الأثرية                                |                                                                                  | قارص، تركيا · 40°30′0″N 43°34′0″E / 40.50000°N 43.56667°E                                 | ثقافية: (ii)(iii)(iv)        | 193 (480)                                | 2016  | يقع هذا المكان في شمال شرق تركيا في منطقة معزولة مطلّة على واد يشكّل حدوداً طبيعيّة بين تركيا وأرمينيا. تعود هذه المدينة إلى العصور الوسطى وتجمع بين المباني السكنيّة والدينيّة والعسكريّة على غرار جميع المدن التي تعود إلى القرون الوسطى والتي شيّدت خلال عدّة قرون على يد المسيحيّين ثم المسلمين. ووصلت هذه المدينة إلى ذروة الازدهار في القرنين العاشر والحادي عشر بعد الميلاد حيث أصبحت عاصمة المملكة الأرمنية في العصور الوسطى على زمن الشعوب باغراتونية واكتسبت ثروتها من تجارة الحرير. وبعد ذلك، وعلى زمن البيزنطيّين، والسلاجقة والجورجيّين، أصبحت المدينة حلقة وصل مهمّة لقوافل التجار. وبدأت عظمة المدينة بالتهاوي بعد الغزو المغولي والزلزال المدمر عام 1319. | [ 39 ]  |
| غوبيكلي تيبي                                     |                                                                                  | شانلي أورفة، تركيا · 37°13′00″N 38°55′21″E / 37.21667°N 38.92250°E                        | ثقافية: (i)(ii)(iv)          | 126 (310)                                | 2018  | يمثل هذا الموقع، الموجود في سلسلة جبال غيرموس جنوب شرق الأناضول، إنشاءات معمارية مغليثية ضخمة دائرية ومستطيلة الشكل. وتفسر هذه الإنشاءات على أنها منشآت صخرية محصنة شيدها مجموعات من الصيادين والمزارعين في العصر الحجري الحديث بين عامي 9600 و8200 قبل الميلاد. ولا شك أنّ هذه الآثار استخدمت لأغراض الطقوس الدينية، وربما في إحياء مراسم الدفن تحديداً. وقد نُقش على الأعمدة النمطية، المشيدة على شكل حرف T باللغة الإنجليزية رسومات لحيوانات برية، الأمر الذي يقدّم لمحة عن نظرة السكان حينها للعالم، وكذلك عن المعتقدات التي كانت لديهم في شمال بلاد الرافدين منذ قرابة 11500 عام.                                                                           | [ 41 ]  |

## مواضيع متعلقة
- التراث العالمي
- روائع التراث الشفهي اللامادي للإنسانية
- مصارعة الزيت

### قوائم متعلقة
- قائمة مواقع التراث العالمي في الدول العربية
- مواقع التراث العالمي في أفريقيا
- مواقع التراث العالمي في آسيا
- قائمة مواقع التراث العالمي في غرب آسيا
- قائمة مواقع التراث العالمي في إيران
- قائمة مواقع التراث العالمي في العراق